# Walter Hulverscheidt
Walter Hulverscheidt (* 14. Dezember 1899 in Aachen; † 19. Juni 1989 in Hoya) war ein deutscher Forstmann und Autor. Der langjährige Leiter des Forstamtes Ahlhorn wurde durch humorvolle Jagdbücher und seine ausgedehnte Vortragstätigkeit bundesweit bekannt.

## Leben und Wirken
Walter Hulverscheidt kam als Sohn des Tuchfabrikanten Carl Hulverscheidt und dessen Frau Elfriede geborene Schulze am 14. Dezember 1899 in Aachen zur Welt. Nach dem Besuch des humanistischen Königlichen Kaiser-Wilhelm-Gymnasiums und des Gymnasiums Adolfinum in Moers meldete er sich als Kriegsfreiwilliger beim Garde-Jäger-Bataillon in Potsdam, wo er auch ein Notabitur ablegte. 1918 kämpfte er an der Westfront, wo er verwundet wurde. Für seinen Kriegseinsatz erhielt Hulverscheidt das Eiserne Kreuz II. Klasse. Erst 1919 konnte er am Viktoria-Gymnasium in Potsdam ein vollwertiges Abitur nachholen.
Anschließend studierte Walter Hulverscheidt zwei Semester Jura an der Universität Berlin und leistete von 1920 bis 1921 seine Forstliche Lehrzeit im preußischen Forstamt Gramzow in der Uckermark. Es folgte das Studium der Forstwissenschaften an den Forstakademien Hann. Münden und Eberswalde, das er 1924 mit dem Referendarexamen abschloss. Nach dem Referendariat und dem Staatsexamen (Große Forstliche Staatsprüfung) 1927 wurde er umgehend als Forsteinrichter im Forstamt Fritzen im Regierungsbezirk Königsberg eingesetzt. Am 14. Juni 1927 heiratete er in Oldenbrok Karola Schildt (1903–1986). Das Paar hatte die Zwillingstöchter Christel und Ilse (* 1928) und Sohn Walter (* 1935). 
Bereits im November 1927 erhielt Hulverscheidt dann eine Anstellung als Verwalter der Stadtforst Fürstenwalde/Spree, in den 1930er-Jahren mit 5035 Hektar (Stand 1937) der drittgrößte Stadtforst im Land Brandenburg. In Fürstenwalde bezog die junge Familie die Oberförsterei „Kleine Tränke“ an der Spree. Der Stadtforst Fürstenwalde bestand jedoch fast ausschließlich aus reinen Kiefernbeständen. Während seiner 18-jährigen Tätigkeit in Fürstenwalde begründete Hulverscheidt dort 526 Hektar neuen Wald, davon 127 Hektar mit Laubholz, vor allem Eichen. „Waldbaulich war Fürstenwalde das ärmste Forstamt, aber jagdlich das reizvollste, das ich je geleitet habe“, meinte er später rückblickend über seine Tätigkeit an der Spree. Damit spielte er vor allem das Vorkommen von Rotwild und Damwild an, wobei der passionierte Jäger Hulverscheidt vor allem auf letzteres sehr gern waidwerkte. In Fürstenwalde hatte er auch längere Zeit das Amt des  Kreisjägermeisters inne. Zu seinen Jagdgästen gehörten Reichsforstmeister Hermann Göring und Generalforstmeister Friedrich Alpers.
Hulverscheidt beantragte am 4. Mai 1937 die Aufnahme in die NSDAP und wurde rückwirkend zum 1. Mai desselben Jahres aufgenommen (Mitgliedsnummer 4.984.238). Als er sich abfällig über die Verbrechen der Reichspogromnacht im November 1938 äußerte, geriet er in die Gefahr, wegen staatsfeindlicher Äußerungen von der Gestapo verhaftet zu werden. Auf eine Denunziation seitens einer seiner Revierförster reagierte Hulverscheidt seinerseits erfolgreich mit einer Anzeige wegen Verleumdung gegen den Denunzianten, unter Berufung auf seine hochrangigen Jagdgäste aus den Reihen der Partei und der Staatsforstverwaltung.
Die Funktion als Fürstenwalder Stadtforstmeister hatte er dann noch bis zur Vertreibung im April 1945 durch das russische Militär inne. Er folgte seiner Frau, die bereits im Februar mit den Kindern ins Oldenburger Land geflüchtet war. Dort wurde Forstmeister Hulverscheidt ab Januar 1946 zum Leiter des Forstamtes Ahlhorn bestellt, wo er in den ersten Nachkriegsjahren vor allem mit großflächigen Bau- und Brennholzhieben auf Befehl der alliierten Besatzungsmächte beschäftigt war. Der Holzbedarf war so groß, dass ihm selbst ein Drittel des historischen Forstreviers „Baumweg“ zum Opfer fiel. Die so im Forstamtsbereich entstandenen zahlreichen Kahlschlagsflächen galt es hinterher wieder aufzuforsten. Dabei wurden vor allem Nadelhölzer (Kiefer, Lärche, Douglasie, Strobe und Fichte) verwendet, aber auch Laubhölzer wie Eichen, Birken und Buchen. 
Maßgeblichen Anteil hatte Hulverscheidt zudem am Bau eines neuen Forstamtsgebäudes in den Jahren 1948/1949 als Ersatz für das alte Gebäude, welches durch Kriegseinwirkungen 1945 abgebrannt war. Der Neubau im niedersächsischen Fachwerkstil in Rotziegeln und mit Reetdach wurde auf dem gleichen Grundstück, jedoch weiter zurückliegend, errichtet. In dem Neubau wohnte Walter Hulverscheidt dann auch mit seiner Familie.
Der passionierte Jäger Hulverscheidt hat über das Waidwerk drei humorvolle Bücher verfasst, die er im Stile der Zeichnungen des von ihm geschätzten Wilhelm Buschs selbst illustrierte. Alle speisten sich aus Erlebnissen aus der Fürstenwalder Zeit. „Ich begann zu schreiben und zu reimen zwecks schonender Belehrung meiner Berliner Jagdpächter“, sagte er einmal über seine literarische Betätigung ab 1935.
Seine Werke machten ihn deutschlandweit bekannt, ebenso wie seine zahlreichen Rundfunkvorträge und „Vortragsreisen“ in ganz Deutschland, bei denen er über jagdliche und forstliche Themen sprach. Dabei kam ihm sein hervorragendes rhetorisches Talent zugute. Auch als Gastredner bei Jägerversammlungen war er gern gesehen und würzte manchen der jährlichen „Grünen Abende“ der Oldenburger Forstleute mit seiner ansteckenden Fröhlichkeit. Hulverscheidt, ein großer Verehrer Theodor Fontanes, konnte aus dem Gedächtnis ganze Seiten etwa aus Effi Briest deklamieren. Daneben galt er als ausgezeichneter Imitator von Vogelstimmen und der Laute des Damwilds.  
Hulverscheidt erkannte zudem sehr früh die Bedeutung der Waldpädagogik. So lag es ihm sehr am Herzen, die Nachkriegsjugend an den Wald heranzuführen. Zu diesem Zweck hielt er Vorträge über Wald und Wild in Schulen und veranstaltete zahlreiche Waldführungen im Forstamt Ahlhorn. Für die Blockhausbriefe, dem von 1956 bis 1986 jährlich von Rolf von der Dovenmühle (1915–2001) herausgegebenen Organ des 1947 gegründeten evangelischen Jugendheimes „Blockhaus Ahlhorn“, verfasste er mehrere Beiträge.
Zum Jahresende 1964 ging er in Pension. Forstmeister a. D. Walter Hulverscheidt starb am 19. Juni 1989 im Alter von 89 Jahren in Hoya.

## Werke
- Der lachende Lehrprinz. Der Jäger und die Jagd. Belauert und belacht, geschildert und bebildert und ausgedacht von Walter Hulverscheidt, Neudamm und Berlin 1939 (aktuell als 3. Auflage, Melsungen 2001, ISBN 3-7888-0744-X)
- ... und da sagte der Jägermeister. Ein heiteres Buch, Berlin und Hamburg 1950 (3. Auflage, Hamburg und Berlin 1966)
- Rudolf der Jäger. Ein fröhliches Buch für Jung und Alt, Hannover 1952

## Zitat
„Es ist die Tragik im Wirken des Forstmannes, daß er nicht erntet, was er gesät hat, und es ist seine Freude, daß ihn sein Werk überdauert.“

## Konkrete Einzelnachweise
1. ↑  siehe Thomas Weber: Walter Hulverscheidt. In: Albrecht Milnik (Hrsg.): Im Dienst am Wald. Lebenswege und Leistungen brandenburgischer Forstleute. Brandenburgische Lebensbilder, S. 343.
2. ↑  Bundesarchiv R 9361-IX KARTEI/17361420
3. 1 2  siehe Thomas Weber: Walter Hulverscheidt. In: Albrecht Milnik (Hrsg.): Im Dienst am Wald. Lebenswege und Leistungen brandenburgischer Forstleute. Brandenburgische Lebensbilder, S. 342.
4. ↑  Eilert Tantzen: Walter Hulverscheidt. In: Ders.: Oldenburgische Försterchronik 1650-1950. Einschließlich der ehemals oldenburgischen Landesteile Lübeck (1773-1937) und Birkenfeld (1817-1937), S. 148.
5. ↑  Walter Hulverscheidt: Landschaft im Wandel der Zeit, in: Blockhausbrief Nummer 6 (1961) Archivierte Kopie (Memento des Originals vom 27. September 2007 im Internet Archive)  Info: Der Archivlink wurde automatisch eingesetzt und noch nicht geprüft. Bitte prüfe Original- und Archivlink gemäß Anleitung und entferne dann diesen Hinweis.

| Personendaten    | Personendaten                 |
| ---------------- | ----------------------------- |
| NAME             | Hulverscheidt, Walter         |
| KURZBESCHREIBUNG | deutscher Forstmann und Autor |
| GEBURTSDATUM     | 14. Dezember 1899             |
| GEBURTSORT       | Aachen                        |
| STERBEDATUM      | 19. Juni 1989                 |
| STERBEORT        | Hoya                          |